# Brunstorf
Brunstorf est une commune allemande du Schleswig-Holstein, située dans l'arrondissement du duché de Lauenbourg (Kreis Herzogtum Lauenburg), à quatre kilomètres à l'ouest de la ville de Schwarzenbek. Brunstorf fait partie de l'Amt Schwarzenbek-Land (« Schwarzenbek-campagne ») qui regroupe 19 communes autour de Schwarzenbek.